# アナベル・ムーア
アナベル・ムーア(英語: Annabelle Moore、出生名アナベラ・ウィットフォード、1878年7月6日 – 1961年12月1日)、別名「比類無きアナベル」(Peerless Annabelle)はアメリカ合衆国のダンサー、女優であり、多数の初期サイレント映画に出演した。1907年のジーグフェルド・フォリーズにおける最初のギブソン・ガールであった。

## 経歴
アナベルはシカゴで生まれた。1893年、15歳の時にシカゴの万国博覧会でダンサーとしてデビューした。のちにニューヨークに引っ越し、エディソン・スタジオで数本の映画に出演した。ロイ・フラーがスカートダンスから発展させたサーペンタインダンスを踊るところを撮影した短編映画「アナベルのサーペンタインダンス」などが有名である。ブロードウェイにも出演していた。
アナベルは若い頃から非常に人気があった。1896年12月、アナベルがシェリー・レストランの私的なディナーパーティに全裸で出演するよう依頼されたという話が出回った時、映画の売り上げはさらに上がったという。アナベルは映画にエロティシズムを持ち込んだと言われている。
1910年にエドワード・ジェームズ・バカンと結婚したが、夫とは1958年に死別。結婚前には極めて人気があったものの、1961年にシカゴで亡くなった時は無一文であったという。

## 主なフィルモグラフィ
1897
- Sun Dance - Annabelle
- Butterfly Dance
- 「アナベルのサーペンタインダンス」 Annabelle Serpentine Dance

1896
- Annabelle in Flag Dance
- Butterfly Dance
- 「アナベルのサーペンタインダンス」 Serpentine Dance by Annabelle
- Tambourine Dance by Annabelle

1895
- 「アナベルのサーペンタインダンス」  Annabelle Serpentine Dance

1894
- Annabelle Butterfly Dance
- Annabelle Sun Dance

## その他の出演
- The Charity Girl (1912)
- The Happiest Night of His Life (1911)
- Ziegfeld Follies of 1909 (グレイス・ラ・ルー、ノラ・ベイズ、ルーシー・ウェストンと)
- Ziegfeld Follies of 1908
- The Belle of Mayfair (1906)
- A Venetian Romance (1904)
- The Sleeping Beauty and the Beast (1901)
- The Sprightly Romance of Marsac (1900)